# アクチノマイシン
アクチノマイシンは、ストレプトマイセス属の放線菌が産生するポリペプチド系の抗生物質である。ダクチノマイシンとも。ペプチド配列の違いにより20種以上が知られているが、特にアクチノマイシンDは研究用試薬や抗がん剤として利用されている。商品名コスメゲン（メルク・アンド・カンパニー、日本ではノーベルファーマが製造販売）。

## 概要
アクチノマイシンは、抗癌作用を有することが発見された初めての抗生物質である。しかし、毒性があるために一般的に癌治療の目的で使用されることは少なく、研究用試薬として用いることがほとんどである。ただし特定の小児がんなどに対してアクチノマイシンDを含む多剤併用療法が行われている。

## 構造
アクチノマイシンは、アクチノシンという色素に環状ペプチドが2つ結合した構造をしている。アクチノマイシンDに含まれているペプチドは、L-トレオニン・D-バリン・L-プロリン・サルコシン・メチルバリンの順で環状構造になっている。

## 作用機序
アクチノマイシンはDNA二本鎖に結合することによって、複製や転写に関与する酵素の働きを妨げる。DNAのグアニン塩基と結合することで、DNA依存性RNAポリメラーゼを阻害し、転写が抑制される。加えてフリーラジカルの生成やトポイソメラーゼⅡの阻害により、細胞を殺傷し抗がん効果を示す。また高濃度ではDNA依存性DNAポリメラーゼも阻害するため複製が抑制される。

## 効能効果
- ウイルムス腫瘍、絨毛上皮腫、破壊性胞状奇胎
- 小児悪性固形腫瘍（ユーイング肉腫ファミリー腫瘍、横紋筋肉腫、腎芽腫その他腎原発悪性腫瘍）

## 歴史
アクチノマイシンは1940年にセルマン・ワクスマンとH・ボイド・ウッドラフが放線菌の1種（その後Streptomyces antibioticusと名付けられた）の培養から発見した。これは放線菌から発見された最初の抗生物質である。最初はAとBの2種類があると考えられていたが、その後Streptomyces属の放線菌から続々と類似の物質が見付かり、同一の物質なのか否かについて数多くの研究がなされた。その結果、アクチノマイシンAを始めとして、放線菌から得られるアクチノマイシンはみな、よく似た複数の物質の混合物であることがわかった。このうちStreptomyces parvulusから得られるアクチノマイシンDはほぼ単一の成分からなっていたため、全合成法が開発された主要成分のこともそのままアクチノマイシンDと呼んでいる。医薬品としては、1964年にアメリカ食品医薬品局により認可された。